# Эфесская матрона
Эфесская матрона — популярный сюжет Средневековья и Нового времени о неверной вдове. Назван так по вставной новелле в «Сатириконе».

## Сатирикон
В романе поэт Эвмолп рассказывает эту историю матросам на корабле.
Некая эфесская матрона, отличавшаяся «столь великой верностью, что даже из соседних стран женщины приезжали посмотреть на неё», когда умер её муж, решила уморить себя, оставшись в склепе возле тела умершего без еды и питья. Усилия родных, знакомых и даже городских властей отговорить её от этого решения ни к чему не привели, и весь город был потрясен таким «блестящим примером истинной любви и верности».
На пятые сутки этого бдения некий солдат, охранявший неподалёку трупы распятых на кресте разбойников, заметил свет в одном из склепов и, решив полюбопытствовать, что там происходит, увидел плачущую женщину редкой красоты, мертвое тело, служанку и все понял. Он принес в склеп свой скромный обед и предложил женщинам разделить с ним трапезу. Первой сдалась служанка. Вдова, поскольку «всякий охотно слушает, когда его уговаривают есть или жить», тоже позволила сломить своё упорство. Ну, а далее «вы, конечно, знаете, на что нас часто соблазняет сытость». Атакуемая воином и вторящей ему служанкой, вдова потерпела полное поражение. Счастье солдата и «верной» матроны продолжалось до тех пор, пока с одного из крестов не исчез труп. Победоносному воину грозило наказание, и он уже почти отважился покарать себя сам, собственным мечом. Но рассудительная вдова решила иначе: «Я предпочитаю повесить мертвого, — сказала она, — чем погубить живого».
И, таким образом, на место похищенного трупа разбойника было повешено тело мертвого мужа. «А на следующий день все прохожие недоумевали, каким образом мертвый взобрался на крест».

## Обработки

### Федр
В римской литературе есть басня Федра на ту же тему «Вдова и Воин». Скорее всего, у новеллы и басни был общий фольклорный источник (тип 1352 по Аарне). Из Федра сюжет попал в сборники exempla:
- Иоанн Солсберийский, Поликратик VIII, xi
- Жак де Витри, Sermones vulgares, № 232

### Петроний
- Йосеф ибн Забара, «Сефер ха-Шаашуим» (XII век)
- История семи мудрецов
- Новеллино LIX (XIII век)
- Боккаччо, «Декамерон» III, 8
- комедия Джорджа Чапмена Widow’s Tears (1612)
- комедия Фатувиля «Матрона Эфесская, или Арлекин Грапиньян» («Арлекин-адвокат», 1682)
- сказка Лафонтена «Матрона Эфесская» (1682)
- повесть Вольтера «Задиг»
- Жан Кокто, L’Ecole des veuves (1936)
- Ги де Мопассан, «Плакальщицы» ("Les Tombales")

#### В русской литературе
- стихотворение А. П. Сумарокова «Отчаянная вдова» (1781)
- стихотворение И. Хемницера «Вдова» (1799)
- оперетта «Матрона Эфесская» (слова В. Буренина, музыка Иванова)
- пьеса Виктора Коркия «Эфесская матрона»